# Kaili (Guizhou)
Pour les articles homonymes, voir Kaili.
Kaili (chinois : 凯里市 ; pinyin : Kǎilǐ shì) est une ville de la province du Guizhou en Chine. C'est une ville-district, chef-lieu de la préfecture autonome miao et dong de Qiandongnan.

## Géographie
Le territoire de Kaili comporte le Village miao des mille foyers de Xijiang (chinois : 西江千户苗寨 ; pinyin : xījiāng qiān hù miáo zhài).

## Démographie
La population du district était de 478 642 habitants en 2010, et celle de la ville de Kaili était estimée à 145 000 habitants en 2012.

## Transports
La ville comporte une station ferroviaire (凯里站), située sur la ligne qui relie Guiyang à Changsha.
Une station de bus longues distances (凯里客车站), permet notamment de visiter les villages de montagne.
Ces deux stations sont reliées par une ligne de bus urbain.
La ville comporte également de nombreux taxis. Il arrive que les taxis prennent plusieurs passagers ayant différentes destinations ou la même destination. Chaque groupe de passager s’acquitte de la somme du trajet, même si l'origine et la destination sont la même.

## Gastronomie
La spécialité miao de la région la plus consommée est à base de nouilles de riz (米粉). Les plats y sont généralement très pimentés, il est toutefois possible de demander plus ou moins de piment selon le goût, ou encore l'ajout de différents ingrédients, moyennant un supplément.

## Ethnologie
Cette ville de la province du Guizhou, possède un musée « des minorités » lequel donne un panorama de la diversité ethnique de la région. Kaili est une ville touristique. C'est dans cette région montagneuse que les minorités Miao se sont installées. Elles représentent la grande majorité des minorités qui représentent elle-même plus du tiers de la population.
La culture des minorités est très forte et est entretenue au travers de très nombreuses manifestations et fêtes qui ponctuent le calendrier artistique de cette région.

## Climat
La ville de Kaili bénéficie d’un climat subtropical humide. Il pleut régulièrement (environ 170 jours par an) et le soleil y est rare. Les précipitations annuelles se situent entre 1 000 et 1 300 millimètres.

## Faits de société
Selon la Laogai Research Foundation, une usine et une mine de charbon y serviraient de laogai (« camp de rééducation par le travail »).

## Culture
Le réalisateur Bi Gan, originaire de Kaili, y filme Kaili blues ainsi qu'Un Grand voyage vers la nuit (sélection un certain regard à Cannes 2018).